# Arbaa Tourim
Le Arbaa Tourim (« les 4 colonnes ») ou plus communément appelé « le Tour », est un recueil de lois juives, écrit par le rabbin Yaakov ben Asher (1270-1340), environ cent ans après le Mishneh Torah de Moïse Maïmonide. Il servit de base au Choulhan Aroukh, qui emprunta notamment sa structure en quatre sections :
1. Orah Haïm : le comportement quotidien de l'homme - prières, Tsitsit, Tefillines, Chabbat et Fêtes
2. Yoré Déa : Lois des interdits alimentaires, (abattage rituel, lois alimentaires, périodes d'impureté de la femme, ablutions, vœux, conversions, Sefer Torah, etc.)
3. Even HaEzer : Lois de la Famille. Lois du mariage et du divorce.
4. Hoshen Mishpat : Code juridique. Lois sur la finance. Dommages. Lois des tribunaux rabbiniques.

Le Arbaa Tourim donne uniquement les lois valides à l'époque (ne donne pas à l'étudiant les lois applicables au temps du Temple de Jérusalem). Les lois sont présentées dans la langue d'origine dont elles ont été tirées, et de fait il n'y a pas de format unique. Les auteurs sont cités par leurs noms. Dans plusieurs livres du Rambam, il y a aussi les divergences d'opinions de ceux qui décidaient des lois. Le Rabbin Yaakov ben Asher était l'un de ceux qui déterminaient les Halakhot. Le livre décrit en résumé le résultat des délibérations des Sages de France, d'Europe de l'Est et d'Espagne.

## Principaux commentateurs duTour
- Beit Yossef - Rav Yossef Karo (auteur du Choulhan Aroukh)
- Darkei Moshé - Rabbi Moshé Isserles (le Rema, auteur du HaMappa sur le Choulhan Aroukh)
- Beit Hadash (Bah) - Rabbi Yoël Sirkis
- Drisha et Prisha - Rabbi Yeoshoua Falk HaCohen